# 영암서호중학교
영암서호중학교(靈巖西湖中學校)는 대한민국 전라남도 영암군 서호면 장천리에 있는 공립 중학교이다.

## 학교 연혁
- 1974년 3월 5일 : 서호중학교 개교
- 2021년 3월 1일 : 초ㆍ중 통합 운영학교 연구학교로 지정 (장천초ㆍ영암서호중)
- 2025년 1월 10일 : 중학교 제48회 7명 졸업(총 3,469명 졸업)
- 2025년 3월 1일 : 제34대 김봉희 교장 부임

## 참고 자료
- 영암서호중학교 - 한국교육학술정보원 학교알리미